# 舌叶黄藓
舌叶黄藓（学名：Distichophyllum obtusifolium）为油藓科黄藓属下的一个种。

## 扩展阅读
- 維基物種上的相關：舌叶黄藓